# Cianfrinatura

Cianfrinatura

Tipi di cianfrino per saldatura

Cianfrinatura, o cianfrino, o bisello, è il termine che indica il taglio angolato di uno spigolo.
L'angolo di taglio può essere isometrico, cioè con i bordi equidistanti dall'ipotetico incontro tra i due piani che formano lo spigolo, oppure asimmetrico.

## In meccanica
La cianfrinatura è la preparazione dei lembi nel processo di saldatura per l'unione di testa di lamiere. Questa operazione si esegue per diverse ragioni, ad esempio, assicurare la buona penetrazione del bagno fuso, facilitare l'operazione di saldatura, o creare un buon posizionamento del giunto saldato. I due lembi da saldare vengono modificati tramite lavorazioni opportune che varieranno in base a diversi fattori: lo spessore del giunto, la resistenza, il tipo di saldatura e la forma del giunto richiesta. Se gli oggetti da saldare hanno spessore molto fine, circa 3 mm, l'operazione di cianfrinatura non è più necessaria.
La cianfrinatura può essere:
- a ghetto - per uno spessore che va dai 3 ai 6 mm
- a V - per uno spessore tra i 6 e i 16 mm
- a X - per uno spessore maggiore di 16 mm
- a U - per uno spessore maggiore di 20 mm

La preparazione è regolamentata dalle norme UNI EN ISO 9692.
Questo procedimento è soprattutto impiegato per la saldatura ad arco sommerso e ad arco con elettrodo rivestito, usate per l'unione di testa di lamiere di notevole spessore.

## In falegnameria

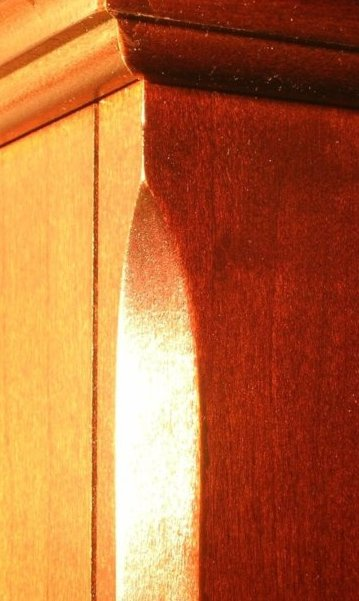
L'angolo cianfrinato di un armadio

## Nella progettazione dei circuiti stampati
Operando in regime di radio frequenza gli angoli cianfrinati offrono un'assenza od una riduzione delle onde stazionarie.